# 羅格維爾

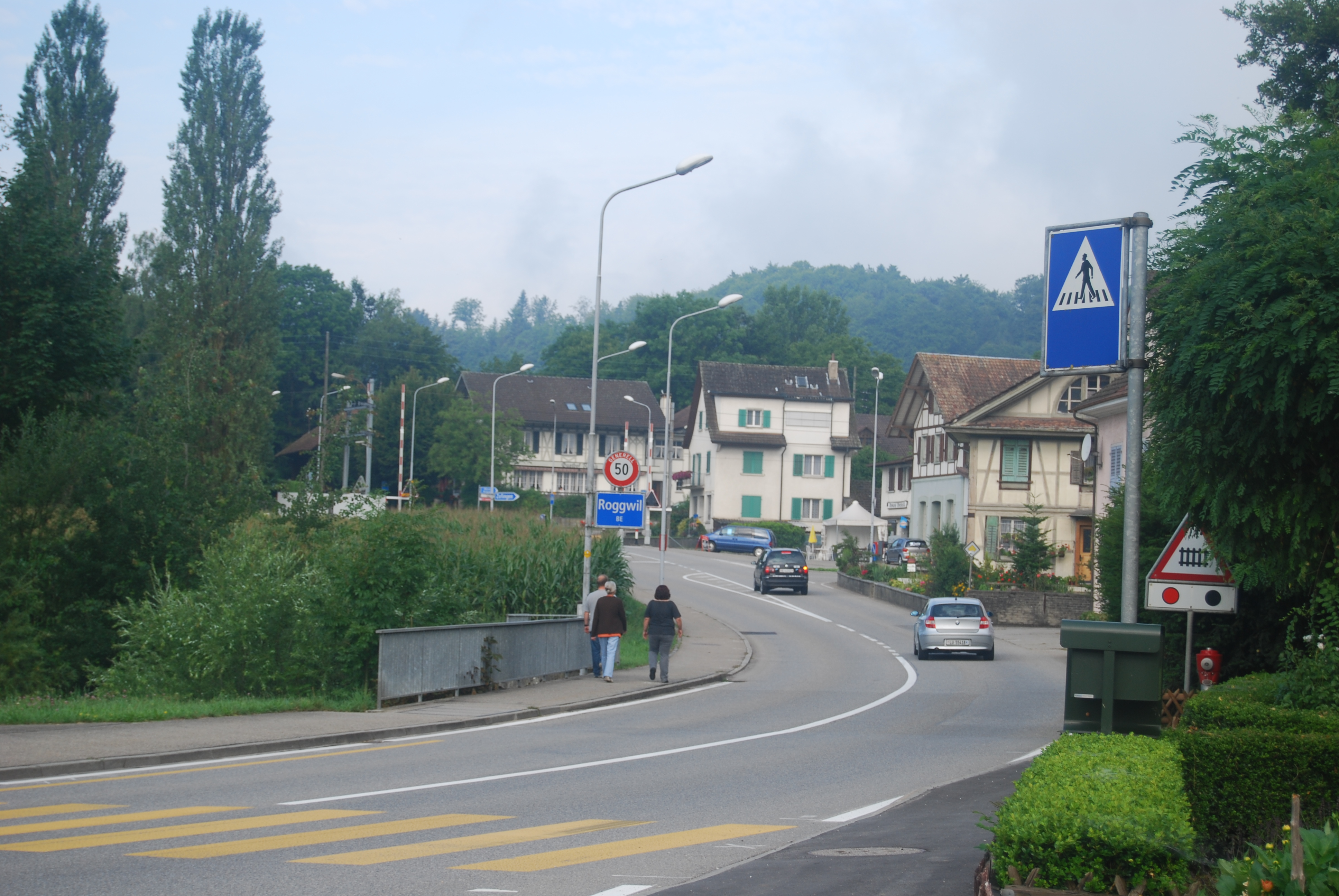

羅格維爾是瑞士的城鎮，位於該國中西部，由伯恩州負責管轄，面積7.79平方公里，海拔高度421米，2011年人口3,862，六成半人口信奉基督教，人口密度每平方公里496人。